# اس‌اس در خاک دشمن رژه می‌رود

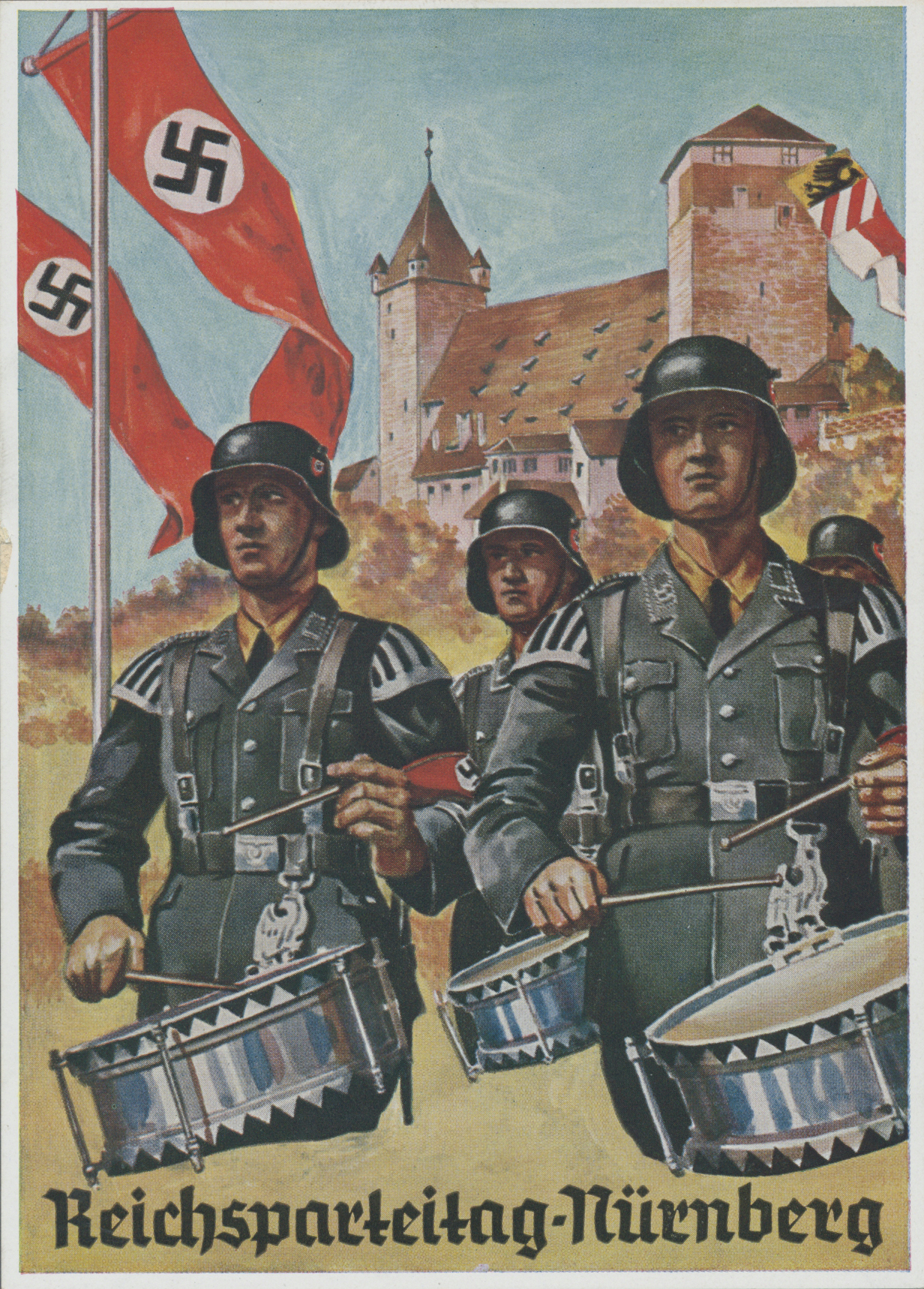
پوستری از نوازندگان با لباس ماموران اس‌اس

'ϟϟ در خاک دشمن رژه می‌رود (به آلمانی: ϟϟ marschiert in feindesland) که با عنوان سرود شیطان (به آلمانی: Teufelslied) نیز شناخته می‌شود، یک مارش راهپیمایی رایش سوم بود که توسط وافن اس اس استفاده شد. این ترانه شامل عناصر قهرمانی، وفاداری، ضد کمونیسم و میهن‌پرستی است که در ریتمی از موسیقی معمولی آلمان ارائه می‌شود.
به دلیل روند جنگ، این آهنگ چندین بار اصلاح شد. در اصل، این شعر به سواحل رود ولگا در روسیه و بعداً به حاشیه رودخانه اودر در مرز بین آلمان و لهستان اشاره داشت، جایی که در سال ۱۹۴۵ درگیری‌های شدیدی در آنجا رخ داد.
همچنین یک نسخه نروژی از این ترانه به نام "På Vikingtog" وجود داشت که توسط اعضای بخش لشکر پنجم پانزر خوانده شده بود. یک نسخه ترجمه شده و اصلاح شده توسط اعضای لشکر ۲۰ گرانادیر ϟϟ وافن اس اس (شماره ۱ استونی) با عنوان "Laul Pataljon Narwa" ("آواز گردان ناروا") خوانده شد. همان آهنگ با شعرهای مختلف نیز آهنگ راهپیمایی لشکر Grenadier 19 Waffen ϟϟ (2 لتونی) بود.
و همچنین چتربازان آلمانی گونه ای از این ترانه را داشتند، میهن دوستانه تر و واضح تر که کمتر اشاره به نازیسم داشت. در همان زمان سابقه ای برای همان آهنگ وجود دارد، راهپیمایی رژه لژیون کندور (به آلمانی: Parademarsch der Legion Condor)، با همان موسیقی اما متن متفاوت.
پس از جنگ جهانی دوم، نسخه‌های مختلفی از این آهنگ وجود داشت، نسخه ای با متن کمی متفاوت و ترجمه شده، این آهنگ نیز به لژیون خارجی فرانسه راه یافت و امروز نیز با عنوان "La Legion marche" خوانده می‌شود. در برزیل این آهنگ توسط نیروی هوایی برزیل ترجمه، اصلاح و استفاده شده‌است، و همچنین توسط ارتش ایتالیا ترجمه، اصلاح و استفاده می‌شود. تا آنجا که شرکت چهارم ارتش شیلی از نسخه ای اصلاح شده اما با همان مبنا، با لحنی میهن پرستانه و افتخار از پیروزی‌های کشور استفاده کرد.

## متن ترانه
| متن آلمانی | ترجمه |
| ϟϟ marschiert in Feindesland Und singt ein Teufelslied Ein Schütze steht am Wolgastrand Und leise summt er mit Wir pfeifen auf Unten und Oben Und uns kann die ganze Welt Verfluchen oder auch loben, Grad wie es jedem gefällt | ϟϟ به داخل خاک دشمن می‌رود و آواز شیطان می‌خواند یک تفنگدار در لبه ولگا ایستاده‌است و همراه آن زمزمه می کند بالا و پایین سوت می‌زنیم و ما می توانیم کل جهان را ببینیم نفرین یا همچنان ستایش، درجه ای که همه دوست دارند |
| ویرایش | |
| Wo wir sind da geht's immer vorwärts Und der Teufel, der lacht nur dazu Ha, ha, ha, ha, ha, ha Wir kämpfen für Deutschland Wir kämpfen für Hitler Der Rote kommt niemehr zur Ruh' Wir kämpften schon in mancher Schlacht In Nord, Süd, Ost und West Und stehen nun zum Kampf bereit Gegen die rote Pest ϟϟ wird nicht ruh'n, wir vernichten Bis niemand mehr stört Deutschlands Glück Und wenn sich die Reihen auch lichten Für uns gibt es nie ein Zurück | هر جا که هستیم همیشه جلو می‌رویم و شیطان فقط به آن می‌خندد هاها هاها هاها ما برای آلمان می‌جنگیم ما برای هیتلر می‌جنگیم قرمز هرگز به استراحت نمی‌رسد ما در نبردهای زیادی جنگیده‌ایم در شمال، جنوب، شرق و غرب و اکنون آماده جنگ هستند در برابر طاعون قرمز ϟϟ آرام نخواهد گرفت، ما نابود خواهیم کرد تا این که دیگر کسی شادی آلمان را برهم نزند و اگر صفوف نیز نازک می‌شوند برای ما هرگز بازگشتی وجود ندارد |
| ویرایش | |
| Wo wir sind da geht's immer vorwärts Und der Teufel, der lacht nur dazu Ha, ha, ha, ha, ha, ha! Wir kämpfen für Deutschland Wir kämpfen für Hitler Der Rote kommt niemehr zur Ruh | هر جا که هستیم همیشه جلو می‌رویم و شیطان فقط به آن می‌خندد هاها هاها ها ها! ما برای آلمان می‌جنگیم ما برای هیتلر می‌جنگیم قرمز هرگز به استراحت نمی‌رسد |